# Dreaming Neon Black
Dreaming Neon Black – trzeci długogrający album zespołu Nevermore, wydany 26 stycznia 1999. W odróżnieniu od poprzedniego (The Politics of Ecstasy) jest bardziej emocjonalny, zawiera wiele wolniejszych, balladowych utworów.
Według danych z kwietnia 2002 album sprzedał się w nakładzie 18,302 egzemplarzy na terenie Stanów Zjednoczonych.

## Lista utworów
1. Ophidian - 0:46
2. Beyond Within - 5:11
3. The Death of Passion - 4:10
4. I Am the Dog - 4:13
5. Dreaming Neon Black - 6:26
6. Deconstruction - 6:39
7. The Fault of the Flesh - 4:54
8. The Lotus Eaters - 4:25
9. Poison Godmachine - 4:33
10. All Play Dead - 4:58
11. Cenotaph - 4:39
12. No More Will - 5:45
13. Forever - 9:20